# Cosmos 672
Cosmos 672 fu una missione priva di equipaggio del programma Sojuz sovietico. Era solito per il regime sovietico indicare esclusivamente missioni concluse con successo con una denominazione ufficiale. Le missioni che comportarono insuccessi vennero di solito nascoste all'opinione pubblica, e le missioni di collaudo camuffate sotto l'unica denominazione di Cosmos. Infatti tutti i velivoli spaziali sovietici, sia di carattere civile che militare, per i quali non si voleva dare delle informazioni più precise, vennero numerati come velivoli di questa serie. Per questo motivo la numerazione cronologica aumentò in continuazione ed entro breve tempo e pertanto risulta di difficile individuazione una descrizione esatta di tutti i velivoli lanciati sotto questa denominazione. Basti pensare che già verso la metà degli anni settanta si raggiungerà il numero 1000. Pertanto di questa missione si può indicare con sicurezza esclusivamente che si trattò del ventinovesimo volo nell'ambito del programma Sojuz sovietico, mentre l'indicazione del numero di volo non equipaggiato di questa capsula varia da quindicesimo a diciottesimo e ventesimo.

## Missione
Si trattò del secondo volo in preparazione del Programma test Apollo-Sojuz da realizzarsi in collaborazione con la NASA americana. La navicella spaziale Sojuz era dotata non del solito congegno d'aggancio, bensì di uno decisamente modificato che consentiva l'aggancio al modulo di collegamento APDS (Androgynous Peripheral Docking System), il congegno americano necessario per l'adattamento delle due diverse atmosfere presenti a bordo delle navicelle Sojuz rispettivamente Apollo. Infatti l'atmosfera a bordo dell'Apollo era composta da ossigeno puro, con un pressione del 34% dell'atmosfera terrestre. A bordo della Sojuz invece si respirava dell'aria "normale", cioè composta dalla miscela azoto con ossigeno. La pressione solita a bordo della Sojuz di 100% dell'atmosfera terrestre, verrà abbassata esclusivamente per la missione ASTP al 68% affinché il passaggio da una navicella spaziale verso l'altra potesse avvenire creando il meno inconvenienti possibili per l'adattamento della respirazione.
La capsula di collaudo Cosmos impegnata in questa missione venne dotata di due pannelli solari. Obbiettivo principale di questa missione fu il raggiungimento della traiettoria d'orbita necessaria per eseguire la manovra di aggancio tra la Sojuz e la capsula dell'Apollo. Il 14 agosto la Cosmos 672 aveva raggiunto l'obbiettivo della missione volando sulla traiettoria d'orbita di 227 km x 237 km.